# Chiridota hawaiiensis
Chiridota hawaiiensis is een zeekomkommer uit de familie Chiridotidae.
De wetenschappelijke naam van de soort werd in 1907 gepubliceerd door Walter Kenrick Fisher.